# Jairo Arrieta
Pour les articles homonymes, voir Arrieta.
Jairo Arrieta est un footballeur international costaricien né le 25 août 1983 à Nicoya. Il évolue au poste d'attaquant avec le Cosmos de New York en NASL.

## Biographie
Choisi par le Orlando City SC lors du repêchage d'expansion, il est rapidement transféré à D.C. United le 14 janvier 2015.

## Palmarès
- Vainqueur de la Coupe UNCAF des nations en 2013 avec l'équipe du Costa Rica
- Champion du Costa Rica en 2010 (tournoi de clôture) avec le Deportivo Saprissa